# 李国强 (1963年)
李国强（1963年1月—），山西阳泉人。中国历史学家，中国社会科学院学部委员，享受国务院政府特殊津贴专家。现任十四届全国人大代表，十四届全国人民代表大会华侨委员会委员。

## 生平
1988年毕业于郑州大学，获历史学硕士学位。
1988年8月至2018年12月，在中国社会科学院中国边疆史地研究中心（现为中国社会科学院中国边疆研究所）工作，历任中国社会科学院中国边疆史地研究中心副主任，中国社会科学院中国边疆研究所副所长，中国社会科学院中国边疆研究所党委书记、副所长。
2016年4月29日，为十八届中央政治局第31次集体学习作有关历史上的丝绸之路和海上丝绸之路专题讲解。
2019年1月，任中国社会科学院中国历史研究院副院长；2020年9月，兼任中国社会科学院大学历史学院院长。
2024年9月，当选中国社会科学院学部委员。12月9日，在二十届中央政治局第18次集体学习上做有关深入做好边疆治理的讲解。